# Homogénéisateur à haute pression

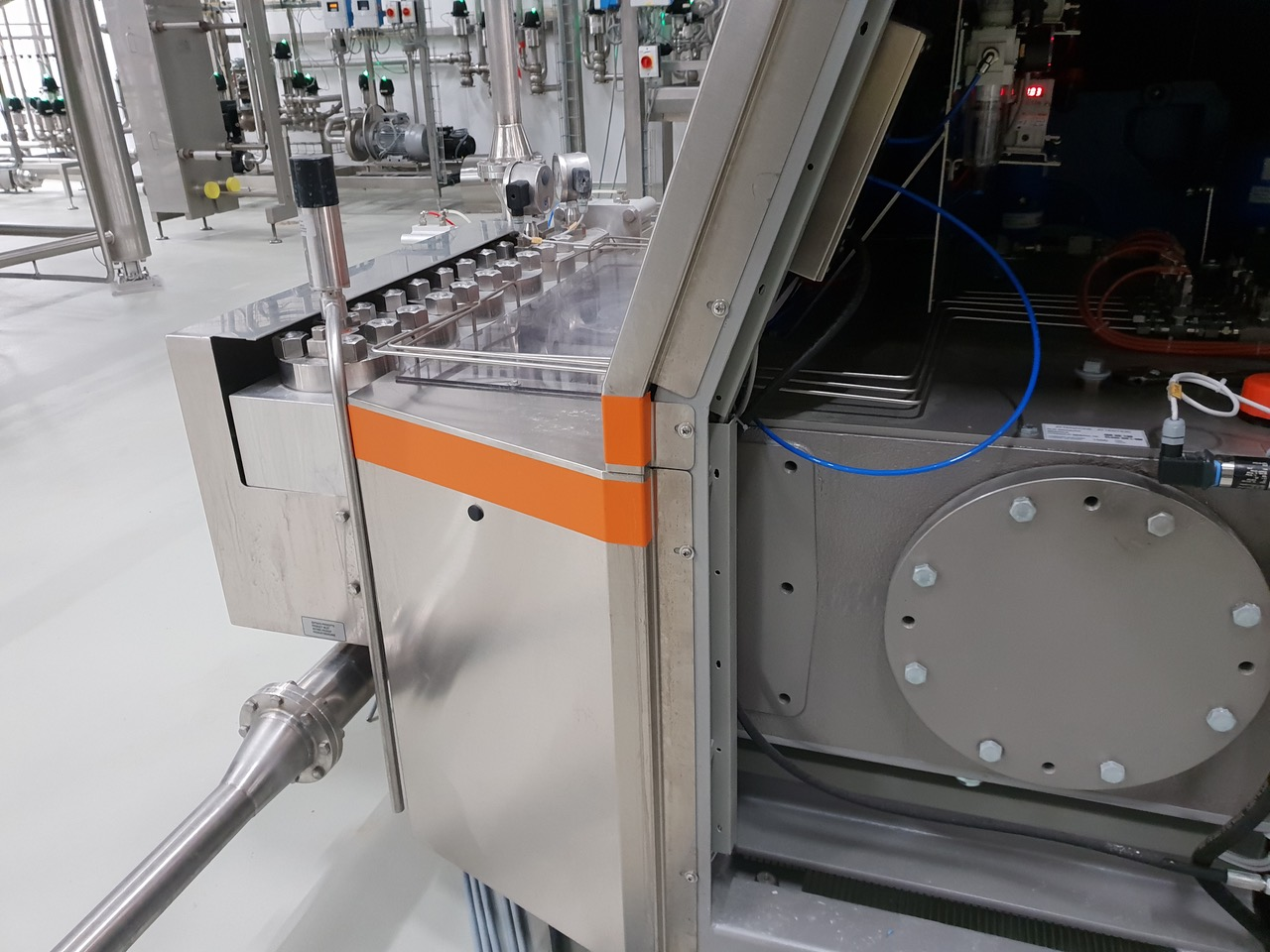
Homogénéisateur

L'homogénéisateur à haute pression ou homogénéisateur à filière est un appareil qui consiste à réduire la taille de particules (micromètres à nanomètre) afin de produire des  colloïdes. 
L’homogénéisateur à haute pression est utilisé pour créer des émulsions, nano-émulsions, micro-émulsions, des dispersions, des désagglomérations, des encapsulations, des ruptures de cellules ou la réduction de taille de particules.

La réduction de taille de particules et permet d'éviter des phénomènes de déphasage (ex coalescence, sédimentation) en créant des suspensions colloïdales. 
Cet équipement est utilisé en industrie alimentaire et laitière, pharmaceutique, cosmétique, pétrolière, chimique, papetière ou en biotechnologie.

## Histoire
Auguste Gaulin dépose à Paris un brevet d'homogénéisateur à haute pression pour traiter le lait en 1899 ; il est doté d'une pompe à trois pistons, conçue pour pousser un mélange de lait et de crème à travers un ensemble de minuscules tubes capillaires (ancêtres de la vanne d'homogénéisation). La machine produit une émulsion stable des deux phases liquides, qui normalement auraient tendance à se séparer avec le temps. 

## Utilisation

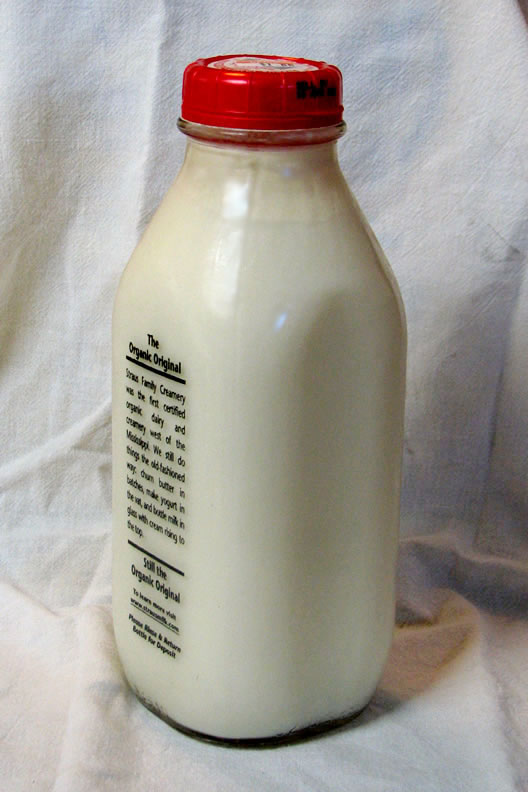
Bouteille de lait non homogénéisé avec crème de surface

Les homogénéisateurs à haute pression sont utilisés pour fabriquer du lait homogénéisé. Dans une bouteille de lait entier non homogénéisé, la crème du lait se retrouve peu à peu en surface, alors qu'avec un lait homogénéisé il n'y a pas de séparation de phases. 
L'homogénéisateur est d'usage fréquent pour d'autres applications agroalimentaires : 
- Les produits laitiers (lait, glace, crème, yaourt, desserts, fromages, lait condensé)
- La nourriture de base (substituts de matière grasse, sauces, beurre de cacahuètes, produits à base d’œufs)
- Les additifs alimentaires, (arômes et parfums, désintégration cellulaire de la levure)
- Les produits céréaliers,
- Les fruits et légumes (jus de fruits, jus concentrés, jus de légumes, produits tomatés),
- Les boissons (boissons émulsionnées, liqueurs)  [4],[5]

L'homogénéisateur va mélanger différents composés, accélérer et améliorer certaines réactions chimiques, contrôler la viscosité, éliminer les variations de texture, broyer des suspensions fibreuses, former des gels à basse température, donner une meilleure homogénéité de coloration.

## Principe
Dans la plupart des applications, l'émulsion consiste en une huile ou une matière grasse qui est dispersée dans une phase aqueuse, à l'exemple de la crème dans le lait. Lorsque le produit passe sous pression dans l'orifice de l'homogénéisateur, les globules de matière grasse sont réduits sous l'effet de la turbulence et de la cavitation occasionnés, à une taille suffisamment petite pour empêcher ou très fortement différer leur désémulsion ultérieure.

## Fonctionnement
Le produit pénètre à haute pression et faible vitesse dans la zone d'homogénéisation. Pour cela, il passe dans le faible espace ménagé entre le clapet et le siège (analogue à celui d'une vanne à clapet). Au passage de la zone de restriction, la perte de charge s’accroît de façon importante, ce qui accélère la vitesse du produit, selon le principe de l'effet Venturi.  Les turbulences et la cavitation occasionnées fractionnent le produit en minuscules particules de tailles submicroniques.  La collision à haute vitesse entre le produit et l'anneau de choc contribue aussi au phénomène d'homogénéisation.

## Construction
Les homogénéisateurs sont conçus pour travailler de façon continue à des pressions élevées et sont généralement composés d'une pompe à haute pression et une tête d'homogénéisation :  

### Pompe haute pression

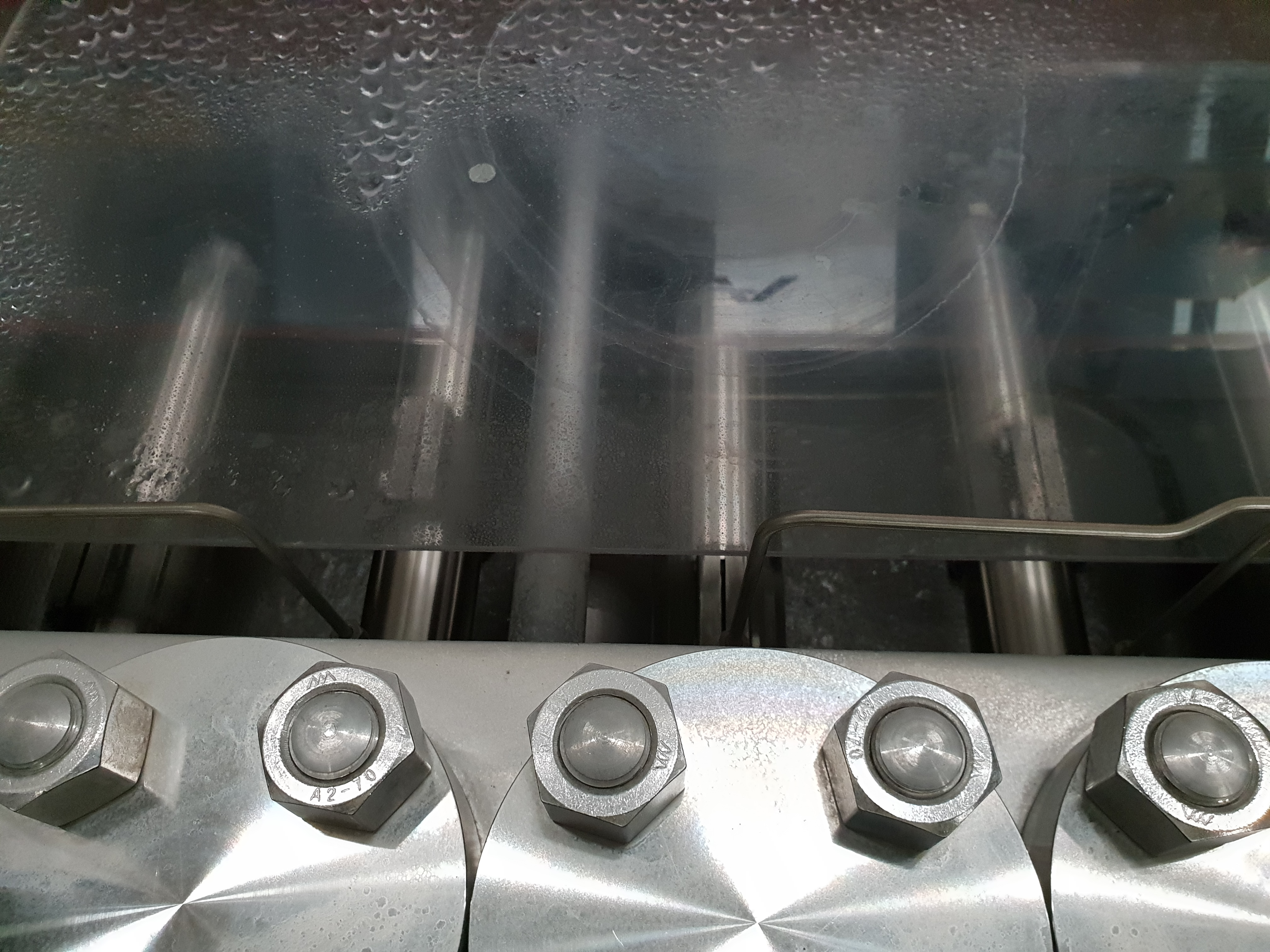
Pompe à pistons et tête d'homogénéisation

Un homogénéisateur est composé d'une pompe volumétrique à haute pression (pour des pressions qui vont de 0 à 2 000 bar et une plage de débit de 10 l/h à 50 m3/h),qui va pressuriser le produit.
La pompe est composée de pistons alternatifs, travaillant en tandem et entraînés par un seul vilebrequin. Les pistons sont généralement refroidis par de l'eau adoucie ou des condensats de vapeur dans le cas de procédés aseptiques. Les pistons sont à haute résistance mécanique, par exemple en inox chromé dur pour résister aux produits abrasifs. Les clapets de pompe dépendent des produits à traiter, soupapes peu bruyantes pour les produits peu visqueux et billes résistantes pour les produits visqueux. 
L'ensemble est divisé en deux parties : le châssis de puissance, l'unité en contact avec le liquide. La puissance requise est liée à l'application, mais aussi est proportionnelle au débit de produit, comme à la pression crée dans l'unité en contact avec le liquide. 

### Tête d'homogénéisation

Vanne d'homogénéisation

Au refoulement de la pompe haute pression, l'homogénéisation est obtenue par le passage forcé du produit à une très grande vitesse à travers un orifice réduit, qui va réduire la taille particulaire de la phase dispersée à sa valeur minimum. La tête d'homogénéisation est composée d'un siège, d'un clapet et d'un anneau de choc (ou d'une série de ces éléments), résistant aux hautes pressions, et éventuellement à la corrosivité des produits : carbure, céramique. La taille de l'orifice est le plus souvent ajustable. Plus la perte de charge à travers l'orifice est importante, plus l'homogénéisation est importante. 
Le clapet et le siège forment l'orifice, l'anneau de choc est une pièce sacrificielle qui empêche la forte pression annulaire d'endommager la tête d'homogénéisation.  

### Conception à 2 effets
La plupart des homogénéisateurs sont à 2 effets ; le deuxième effet, où 15 à 25% de la pression totale est appliqué, est utilisé pour casser les agglomérats qui peuvent se former avec certains produits.
L'homogénéisateur à 2 effets permet de sélectionner la meilleure combinaison possible des pressions. Des tailles particulaires inférieures à 0,1 micron peuvent être obtenues, ce qui permet de garantir des émulsions et des suspensions d'une très grande stabilité.
La vanne à étage unique est préférée pour la réalisation de dispersions. 